# Route nationale 38 (France)
Pour les articles homonymes, voir Route nationale 38.

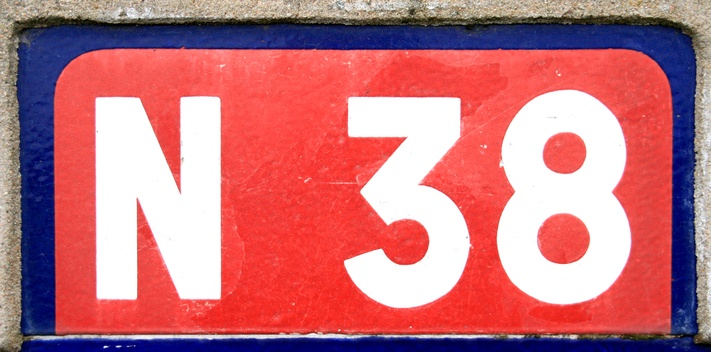

La route nationale 38 n'existe plus en France depuis les déclassements des années 1970. Autrefois, elle reliait La Fère à Beauvais. Elle se terminait à La Fère sans qu'il y ait d'autres nationales ayant un plus petit numéro.
Lorsque la déviation de la RN 44 dans La Fère a été construite, la RN 38 reprit l'ancien tracé de la RN 44 de La Fère à Charmes alors que l'ancien tracé de la RN 44 en direction du nord devenait la RN 38E.

Le tronçon de La Fère à Noyon a été repris par la route nationale 32 déclassée en 2007 en RD 1032. Entre Ognes et Charmes, la RN 32 suit un nouveau tracé, l'ancien tracé ayant été déclassé en RD 338 entre Ognes et Beautor et en RD 938 entre Beautor et Charmes.
Voir le tracé de la RN38 sur GoogleMaps

## Ancien tracé de Beauvais à Charmes

### Ancien tracé de Beauvais à Ressons-sur-Matz (D 938)
- Beauvais (km 0)
- Fouquerolles (km 8)
- Essuiles (km 15)
- Nourard-le-Franc (km 21)
- Saint-Just-en-Chaussée (km 27)
- Maignelay-Montigny (km 35)
- Tricot (km 41)
- Méry-la-Bataille (km 45)
- Ressons-sur-Matz (km 54)

### Ancien tracé de Ressons-sur-Matz à Noyon (D 938)
- Ressons-sur-Matz (km 54)
- Ricquebourg (km 56)
- Laberlière (km 58)
- Roye-sur-Matz (km 60)
- Lassigny (km 65)
- Dives (km 68)
- Cuy (km 70)
- Suzoy (km 73)
- Noyon (km 77)

### Ancien tracé de Noyon à Charmes (D 1032 ex-N 32, D 338 & D 938)
- Noyon D 1032 ex-N 32 (km 77)
- La Rosière, commune de Salency (km 83)
- Babœuf (km 85)
- Mondescourt (km 87)
- Marest D 1032 ex-N 32 (km 90)
- Ognes D 338 (km 94)
- Chauny (km 95)
- Viry (km 98)
- Condren (km 100)
- Tergnier (km 102)
- Beautor D 338 (km 106)
- La Fère D 938 (km 108)
- Charmes D 938 (km 110)